# Yasushi Endō
Yasushi Endō (jap. 遠藤康 Endō Yasushi; ur. 7 kwietnia 1988) – japoński piłkarz występujący na pozycji pomocnika. Obecnie występuje w Kashima Antlers.

## Kariera klubowa
Od 2007 roku występował w klubie Kashima Antlers.